# 野田市立二川中学校
野田市立二川中学校（のだしりつふたかわちゅうがっこう）は、千葉県野田市の関宿中部地区にある公立中学校。

## 概要

### 沿革
- 1947年10月 - 学校改革により千葉県東葛飾二川村立二川中学校創立。二川町立二川小学校内に併置、講堂を教室に使用。
- 1950年5月 - 関宿町桐ヶ作418番地に新校舎建築移転。
- 1952年5月 - 校歌制定。
- 1953年5月 - 校旗制定。
- 1955年7月 - 町村合併により「関宿町立二川中学校」と改称。
- 1960年10月 - 2教室増築。
- 1961年12月 - 2教室増築並びに管理室増築、制服制定。
- 1967年4月 - 完全給食開始。
- 1968年4月 - 特別支援学級を1学級設置。
- 1971年3月 - 体育館竣工。
- 1973年3月 - 水洗便所完成。
  - 同月 - 体育館付属更衣室建築。
- 1975年3月 - 野球用防球フェンス設置。
  - 同月 - 社会体育用テニスコート2面完成。
- 1977年3月 - 校庭芝張替・体育館床補修。
  - 12月 - 創立30周年記念事業挙行。
- 1982年3月 - 鉄筋校舎新築・プール新設。
- 1983年3月 - 正門前花壇新設。
- 1985年3月 - 校庭拡張工事。
  - 10月 - 体育館倉庫完成。
- 1987年3月 - 技術科室（金工）、プレハブ校舎完成。
- 1990年3月 - 運動場整備。
- 1992年3月 - 第二音楽室完成。
  - 8月 - コンピュータールーム設置。
- 1993年8月 - 技術科室（金工）　改築。
- 1997年1月 - 野球場防球ネット新設。
  - 10月 - 創立50周年事業挙行。
- 1998年11月 - 環境学習公開研究会開催。
- 2000年10月 - 東葛駅伝競走大会3位。
- 2002年4月 - 福祉教育推進校に認定。
- 2003年6月 - 市町合併により「野田市立二川中学校」と改称。
- 2004年4月 - ソフトボール用バックネット完成。
  - 同月 - 関宿地域連携型中高一貫教育開始。
- 2005年8月 - 陸上部全国大会3位（400MR）。
- 2007年4月 - 通用門整備。
  - 7月 - 保健室空調機整備。
- 2009年3月 - 学校支援地域本部地域ルーム開設。
- 2010年9月 - 三旗掲揚塔新設。
- 2011年4月 - 千葉県指定「体力づくり」推進モデル校に指定。（～2015年度）
  - 8月 - 校庭排水工事実施。
- 2013年4月 - 千葉県「学力・学習状況」検証指定校に。（～2015年度）
- 2015年12月 - 千葉県「学力・学習状況」検証事業研究発表。
- 2016年1月 - 体育館ステージ・天井照明改修工事実施。
- 2017年2月 - エアコン設備設置工事実施。
  - 10月 - 創立70周年記念事業挙行。
- 2018年12月 - プール前フェンス改修工事実施。
- 2019年3月 - 体育館スロープ新設工事実施。

## 学校教育目標
主体的に学習・生活に取り組み、互いに高めあえる二川中生の育成

## 主な行事
- 4月 - 始業式・入学式・避難訓練・家庭訪問
- 5月 - 生徒総会・市内大会・修学旅行（3年）
- 6月 - 市内陸上競技大会・関宿高校中高連携大会・職場体験（2年）・関宿高校体験入学・校外学習（1年）
- 7月 - 着付け教室（2年）・葛北壮行会・大掃除・葛北大会・夏季休業
- 8月 - 全校登校日
- 9月 - 葛北新人大会・体育祭・生徒会役員選挙
- 10月 - 葛北駅伝・前期終業式・後期始業式・市内音楽会・文化祭・三者面談
- 11月 - レスリング新人大会・手紙の書き方教室（1年）・市民駅伝大会
- 12月 - 冬季休業
- 1月 - 書き初め大会・葛北新人駅伝大会・スキー林間（2年）
- 2月 - 小学生体験入学・千葉県公立高校入試選抜
- 3月 - 埼玉県公立高校入試選抜・3年生を送る会・吹奏楽部春コンサート・卒業式・終業式・春季休業

## 生徒数・学級数・校長
- 生徒数 - 256名（2020年4月1日現在）
  - 1年 88名
  - 2年 86名
  - 3年 74名
  - 特別支援学級 8名
- 学級数 - 10クラス（2020年度）
  - 1年 3クラス
  - 2年 3クラス
  - 3年 3クラス
  - 特別支援学級「わかたけ」（学年混成） 1クラス
- 校長 町田常雄（2020年度より）

## アクセス
- 朝日バス「二川中学校入り口」下車。川間駅から約40分。